# Еврианасса
Еврианасса (Эврианасса, др.-греч. Ἐυρυάνασσα) — в древнегреческой мифологии речная нимфа, дочь речного бога Пактола в Малой Азии, чьи воды несут золотой песок. Её имя означает «правительница великой страны». С браке с царём Сипил Танталом родила Ниобу, Бротея и Пелопа, таким образом она приходится прабабкой Агамемнону, Менелаю и Эврисфею.